# Mário Barbosa (atleta)
Mário Barbosa (Braga, 26 de Julho de 1977) é um atleta português. É o detentor de recordes distritais, tanto de Braga, como de Porto.

## Pista Coberta
Tem o recorde nacional dos 60 metros por idade de 19 anos com 6.78, ou seja, mais ninguém com 19 anos conseguiu baixar essa marca, conseguiu este grande feito em 1997, sendo o mais novo campeão nacional nos 60 metros, com a tal idade de 19 anos. Mais tarde em 2006, voltou à ribalta, fazendo 6.83 e ganhando pela segunda vez os campeonatos nacionais da Pista Coberta, mas desta vez realizados em Espinho.
É o 6º melhor de sempre nos 60 metros, com 6.73. Também é o 8º melhor Júnior de sempre, com a marca de 6.96.
Relativamente aos 200 metros em Pista Coberta, é o recordista nacional da idade de 26 anos, com 21.94. É o sétimo melhor de Portugal, com 21.58.

## Pista ao Ar Livre
É o quinto melhor de sempre dos 100 metros, com a grande marca de 10.35, recorde distrital Portuense.
Atingiu o pico da sua carreira entre 1997 e 1998, e chegou inclusive a ir a um Campeonato do Mundo, fazer estafeta 4x100m.
Ficou em 5º nas eliminatórias.

## Corridas Ocasionais
Desde 1999 até hoje, Mário Barbosa fez poucas corridas, mas as que mais se destacam, são três.
Uma em 2001, realizada em Lisboa. Tempo final de 10.57.
A segunda em 2005, em Seia, com o cronómetro a pontuar 10.63.
E a terceira foi em Vigo, realizada em 2007, e Mário Barbosa mostrou que apesar dos seus 30 anos, ainda era bom naquilo que fazia, acabando com 10.66 .

## Dias de Hoje
Nos dias de hoje, é professor de educação física na Escola Secundária de Alcácer do Sal, depois de uma breve carreira como treinador de velocidade, barreiras e saltos, na secção jovem de atletismo do Sporting Clube de Braga.
| “ | Quem salta mais, é quem corre mais rápido | ” |
|   | — Mário Barbosa.                          |   |

## Melhores marcas
| 1996 | Braga, Portugal   | 1º | 60 metros    | 6.96    | Recorde Distrital de Juniores de Pista Coberta (Braga)         |
| 1997 | Atenas, Grécia    | 5º | 4x100 metros | 39.37   | (Juntamente com Paulo Neves, Paulo Figueiredo e Carlos Calado) |
| 1998 | Espinho, Portugal | 1º | 60 metros    | 6.73    | Recorde Distrital de Pista Coberta(Porto)                      |
| 1998 | Viseu, Portugal   | 1º | 4x100 metros | 41.07   | Recorde Distrital (Porto)                                      |
| 1998 | Génova, Itália    | ?  | 200 metros   | 21.58   | Recorde Distrital (Porto)                                      |
| 1998 | Maia, Portugal    | 1º | 100 metros   | 10.35   | Recorde Distrital (Porto)                                      |
| 1998 | Coimbra, Portugal | 1º | 4x200 metros | 1.26.88 | Recorde Distrital Pista Coberta (Porto)                        |
| 1999 | Espinho, Portugal | 1º | 60 metros    | 6.82    | Recorde Distrital Pista Coberta (Braga)                        |
| 1999 | Espinho, Portugal | 1º | 200 metros   | 21.63   | Recorde Distrital Pista Coberta (Braga)                        |
| 1999 | Braga, Portugal   | 1º | 300 metros   | 35.82   | Recorde Distrital Pista Coberta (Braga)                        |